# Blanche Bruce
Pour les articles homonymes, voir Bruce.
Blanche Kelso Bruce, né le 1er mars 1841 à Farmville (États-Unis) et mort le 17 mars 1898 à Washington, D.C. (États-Unis), est un homme politique américain, premier Afro-Américain à effectuer un mandat complet au Sénat des États-Unis.

## Biographie
Bruce est né dans le comté du Prince-Édouard en Virginie, à côté de Farmville. Il est le fils d'un propriétaire blanc de plantation, Pettis Perkinson, et d'une servante esclave noire, Polly Bruce. Il fut bien traité par son père qui l'éduqua avec son demi-frère légitime, les deux enfants jouant ensemble à leur jeune âge. Né d'une mère esclave, Blanche Bruce était donc légalement considéré comme esclave, mais son père l'affranchit officiellement et s'arrangea pour qu'il suive un apprentissage pour un métier.

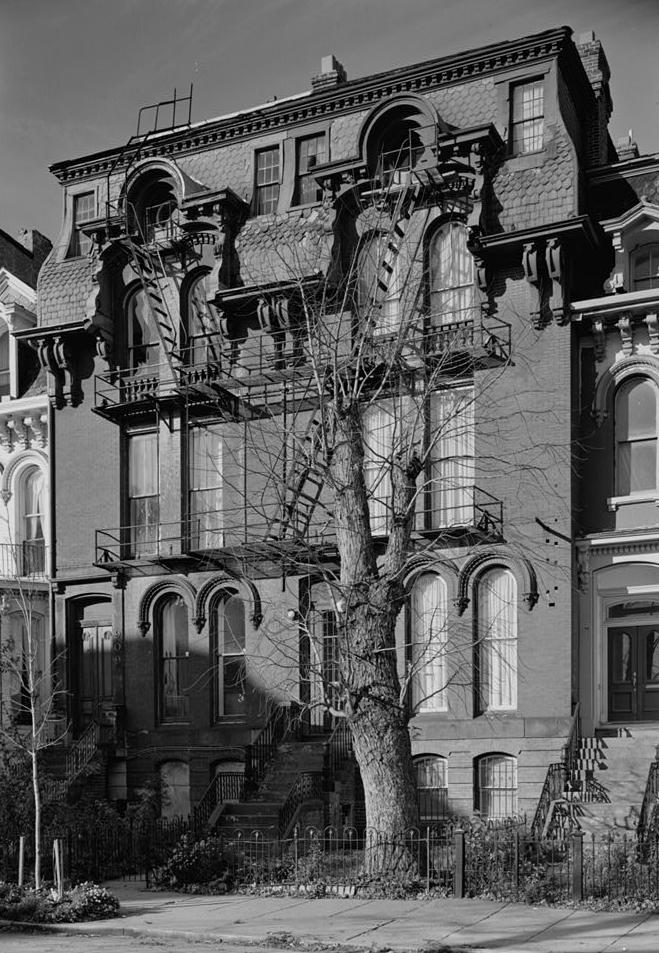
au 909, M Street NW à Washington, D.C. fut déclarée National Historic Landmark en 1975.

En 1850, Bruce partit dans le Missouri après être devenu apprenti en imprimerie. L'armée de l'Union ayant rejeté sa demande d'engagement pour combattre lors de la guerre de Sécession, il devint enseignant dans une école et suivit les cours de l'Oberlin College dans l'Ohio pendant deux ans. Il travailla ensuite comme porteur sur un bateau à vapeur sur le Mississippi. En 1864, il partit pour Hannibal dans le Missouri, où il créa une école pour noirs.
Durant la Reconstruction qui suivit la guerre de Sécession dans les anciens États confédérés d'Amérique, Bruce fit l'acquisition d'une plantation à Bolivar (en) dans le Mississippi Delta, où il devint un riche propriétaire terrien, détenteur de plusieurs milliers d'acres de surface agricole. Il occupa également différentes fonctions publiques : enregistreur des votants (Registrator of voters) et répartiteur de l'impôt (tax assessor) pour le comté de Tallahatchie, puis shérif du comté de Bolivar. Il fut plus tard élu à d'autres postes dans des comtés différents, dont ceux de collecteur d'impôts et superviseur de l'éducation. En parallèle, il édita un journal local. En février 1874, Bruce fut élu au Sénat du Mississippi. En 1875, il fut élu au Sénat des États-Unis pour y représenter le Mississippi. Le 14 février 1879, il fut le président de séance (Presiding Officer) du Sénat, premier Afro-Américain (et seul ancien esclave) à le faire. En 1880, James Z. George (en) fut élu pour lui succéder au Sénat, Bruce ne se représentant pas.
Lors de la Convention nationale républicaine de 1880 à Chicago, il devint le premier Afro-Américain à recevoir des votes pour figurer sur le ticket présidentiel d'un parti majeur pour l'élection présidentielle américaine, 8 personnes l'ayant plébiscité pour être le candidat du Parti républicain à la vice-présidence des États-Unis. Le candidat républicain à la vice-présidence choisi cette année-là fut Chester A. Arthur, qui remporta l'élection quelques mois plus tard aux côtés de James A. Garfield, devenant président des États-Unis après l'assassinat de ce dernier.

Le 28 mai 1880, un article du Herald of Kansas fait la promotion du ticket Blaine - Bruce.

En 1881, Bruce fut nommé par le Président Garfield, Conservateur du Trésor (en), faisant de lui le premier Afro-Américain dont la signature était représentée sur les billets américains,,. Bruce servit pour le District de Columbia comme Enregistreur des actes (recorder of deeds) en 1890 – 93, une des fonctions publiques les mieux rémunérées avec un salaire annuel de 30 000 $. Il est de nouveau nommé Conservateur du Trésor en 1897 par le Président William McKinley et occupera ce poste jusqu'à sa mort en 1898.
Le 24 juin 1878, Bruce avait épousé Josephine Beall Willson (en) (1853 – 1923), de Cleveland dans l'Ohio, mariage qui connut un fort écho. Le couple voyagea en Europe pendant quatre mois pour sa lune de miel. Leur unique enfant, Roscoe Conkling Bruce (en) (1879-1950), sera connu comme éducateur. Il fut prénommé d'après le sénateur de New York Roscoe Conkling, le mentor de Bruce au Sénat.
En 2002, l'universitaire Molefi Kete Asante plaça Blanche Bruce dans sa liste des 100 Plus grands Afro-américains.

Résumé des réalisations de Bruce en 1890, lors de sa nomination comme Enregistreur des actes.

### Note
1. ↑  Hiram Rhodes Revels, le premier Afro-Américain élu au Sénat des États-Unis, n'y effectua pas un mandat complet (6 ans), ne siégeant que de 1870 à 1871.